# Maratón de Mendoza
El maratón Internacional de Mendoza , también conocido como MIM según su sigla, es un maratón de 42 195 metros que se lleva a cabo anualmente en la ciudad de Mendoza, Argentina, generalmente en el mes de abril. Se realiza conjuntamente con las pruebas de media maratón,  10 000 metros y una prueba recreativa de 4 000 metros. 
Organizada por primera vez en 1999 la carrera se realizaba recorriendo las calles de la ciudad con puntos de inicio y llegada en el parque San Martín. A partir de 2015 modificó su circuito, partiendo desde Cacheuta y recorriendo la ruta 82, el Corredor Oeste y la avenida Boulogne Sur Mer hasta llegar a los portones del mencionado parque. Desde la edición 2018 su circuito se encuentra homologado por la IAAF y la AIMS.
Los poseedores de los actuales récords de tiempo del circuito son los argentinos José Luis Luna, con 2h:19m:01s en la categoría masculina desde 2006, y Patricia Correa, con 2h:38m:16s en la categoría femenina desde la edición de 1999.

## Palmarés
Vencedores y sus tiempos registrados en las últimas ediciones del maratón.
Referencias:
     Record actual del circuito
     Records anteriores del circuito
| Edición | Año  | Vencedor masculino     | Tiempo (h:m:s) | Vencedora femenina    | Tiempo (h:m:s) |
| ------- | ---- | ---------------------- | -------------- | --------------------- | -------------- |
| 25°     | 2025 | Bruno Claudio Barsotti | 2:27:22        | Olga Esther Barrios   | 2:48:32        |
| 24°     | 2024 | Carlos Becerra         | 2:21:32        | Luciana Lucero        | 2:55:33        |
| 23°     | 2023 | Carlos Becerra         | 2:24:27        | Sarah Garthe          | 2:57:51        |
| 22°     | 2022 | Luis Molina            | 2:20:54        | Adela Barrios         | 2:48:46        |
| 21°     | 2021 | Antonio Poblete        | 2:21:12        | Adela Barrios         | 2:54:34        |
| 20°     | 2019 | Cristian Mohamed       | 2:30:37        | Adela Barrios         | 2:47:44        |
| 19°     | 2018 | Nicolás Ternavasio     | 2:28:04        | Johana Emmert         | 2:54:49        |
| 18°     | 2017 | Cristian Mohamed       | 2:31:16        | Johana Emmert         | 3:01:50        |
| 17°     | 2016 | Darío Burgos           | 2:42:54        | María Belén Cabrera   | 3:13:23        |
| 16°     | 2015 | Dario Burgos           | 2:34:34        | María Civelli         | 2:55:23        |
| 15°     | 2014 | Darío Burgos           | 2:38:19        | Adriana Blesa         | 3:28:42        |
| 14°     | 2013 | Jorge Valdés           | 2:31:50        | Veronica Donoso       | 3:15:07        |
| 13°     | 2012 | Francisco Sanzana      | 2:29:25        | Betiana Iris Guzzetta | 2:51:08        |
| 12°     | 2011 | Cristian Mohamed       | 2:29:31        | Betiana Iris Guzzetta | 3:01:24        |
| 11°     | 2010 | Miguel Gauna           | 2:38:05        | Desiree Amores        | 3:21:02        |
| 10°     | 2009 | Cristian Mohamed       | 2:31:04        | Betiana Iris Guzzetta | 2:57:07        |
| 9°      | 2008 | Cristian Malgioglio    | 2:26:38        | Marisa Andrea Prado   | 3:08:40        |
| 8°      | 2007 | Cristian Mohamed       | 2:32:46        | Betiana Iris Guzzetta | 3:04:23        |
| 7°      | 2006 | José Luis Luna         | 2:19:01        | Verónica Natalia Páez | 2:48:10        |
| 6°      | 2005 | José Luis Luna         | 2:28:02        | Verónica Natalia Páez | 3:06:39        |
| 5°      | 2004 | José Luis Luna         | 2:22:16        | Verónica Natalia Páez | 2:47:59        |
| 4°      | 2003 | Juan Enrique Encina    | 2:34:06        | Ramona Campos         | 3:35:42        |
| 3°      | 2002 | Eduardo Machuca        | 2:28:59        | Carina Allay          | 2:58:59        |
| 2°      | 2001 | Cristian Malgioglio    | 2:30:12        | Verónica Paez         | 3:05:03        |
| 1°      | 1999 | Cristian Malgioglio    | 2:31:21        | Patricia Correa       | 2:38:16        |